# Осока приземистая
Осо́ка призе́мистая (лат. Carex supina) — многолетнее травянистое растение вид рода Осока (Carex) семейства Осоковые (Cyperaceae).

## Ботаническое описание
Серовато-зелёное растение с длинным ползучим корневищем, с красновато-бурыми подземными побегами, образует рыхлые или густые дерновинки.
Стебли прямые, тонкие, кверху шероховатые, 5—15(20) см высотой, обычно в пучках, у основания одетые красноватыми или пурпурово-бурыми цельными или сетчато-волокнисто-расщепляющимися влагалищами.
Листья изогнутые или извитые, плоские или сложенные, 1—1,5 мм шириной, тонко заострённые, короче стебля.
Колоски сближенные. Верхний колосок тычиночный, ланцетный, булавовидно-ланцетный или линейно-ланцетный, (0,5)0,8—1(1,3) см длиной, не отклонённый в сторону, с ржавыми или светло-ржавыми, ланцетными или линейно-ланцетными и острыми чешуями; остальные 1—2 пестичные, почти сидячие, полушаровидные, шаровидные или шаровидно-яйцевидные, едва 0,5—0,6(0,8) см в диаметре, с (2)3—5(7) растопыренными мешочками; нижний пестичный колосок 0,5—0,8 см длиной. Кроющие чешуи пестичных колосков яйцевидные или широкояйцевидные, острые, могут быть шиповидно заострёнными, ржавые или светло-ржавые, с резкой, более светлой или жёлтой жилкой, по краю белоперепончатые (возможно широко), короче мешочков (могут быть короче на ½ и более), почти равны или равны им. Мешочки в поперечном сечении округло-трёхгранные или почти округлые, яйцевидные, продолговато-яйцевидные или шаровидно-обратнояйцевидные, округло-трёхгранные, (2,8)3—3,5(4) мм длиной, (1,5)1,7—2(2,3) мм шириной, жёлтые, золотисто- или медвяно-жёлтые или в верхней части красновато-коричневые или ржаво-бурые, внизу зеленовато-желтоватые, кожистые, без жилок, обычно голые, глянцевитые, почти сидячие, в основании широко, почти округло-клиновидные, с цилиндрическим, на конце белоперепончатым, усечённым носиком (0,4)0,5—0,7(0,8) мм длиной. Рылец 3. Нижний кроющий лист без влагалища, чешуевидный с щетиновидной верхушкой, ржавый.
Плод не полностью заполняет мешочек. Плодоносит в мае—августе.
Число хромосом 2n=36, 44, 48.
Вид описан из Центральной Европы.

## Распространение
Центральная Европа; Арктическая часть России: полуостров Ямал (бассейн верховьев реки Мордыяхи), Гыданский полуостров (в 30 км к востоку от озера Венто), низовья Енисея (окрестности Дудинки), низовья Анабара (озеро Улахан-Кюель), район Чаунской губы (Бараниха), бассейн реки Белой, притока Анадыря, залив Корфа, озеро Рымыркен, река Амгуема, остров Врангеля; Прибалтика: Латвия (Даугавпилсский район); Беларусь: Минская область (Налибокская пуща); Украина: средняя часть бассейна Днепра, Причерноземье, Крым (окрестности Судака); Молдова; Европейская часть России: бассейн Волги и Дона, низовья Волги и Дона, Заволжье; Кавказ: все районы, кроме центральной части Большого Кавказа, очень редко в его восточной части; Западная Сибирь: бассейн Оби (юг), верховья Тобола, бассейн Иртыша, Алтай; Восточная Сибирь: бассейн верхнего течения Яны и Индигирки и окрестности Якутска, Ангаро-Саянский район (запад); Средняя Азия: Арало-Каспийский район (север), Казахский мелкосопочник, пески между реками Караталом и Аксу, Зайсанская котловина, Киргизский Алатау; Западная Азия: Северо-Восточная Турция, Северный Иран; Северная Америка: Аляска, северная часть Канады, в том числе арктическое побережье, Баффинова Земля, остров Саутгемптон, юго-западная и восточная Гренландия.
Растёт в степях, на сухих лугах, сухих песчаных местах, в сосновых борах, иногда по щебнистым и песчаным склонам; на равнине, в предгорьях, реже в горах (до верхнего пояса); часто.

## Хозяйственное значение
Хорошее кормовое пастбищное растение, но, вследствие незначительного участия в травяном покрове, заметного хозяйственно значения не имеет.

## Систематика
В пределах вида выделяются две разновидности:
- Carex supina var. spaniocarpa (Steud.) B.Boivin — Осока немногоплодная; Сибирь, Дальний Восток, Северная Америка
- Carex supina var. supina — Европа, Сибирь, Средняя и Западная Азия

Разновидность Carex supina var. spaniocarpa (Steud.) B.Boivin отличается от Carex supina var. supina яйцевидными более узкими (1,5—1,7 мм шириной) и поэтому менее резко переходящими в носик мешочками, в верхней части красновато-коричневыми, и чешуями, обычно равными мешочкам или почти равными. Эта разновидность рассматривалась Кречетовичем В. И. во «Флоре СССР», как самостоятельный вид Carex spaniocarpa Steud, но различия между ними слишком незначительны.